# Стратегічні бомбардування під час Другої світової війни
Стратегічні бомбардування під час Другої світової війни (англ. Strategic bombing during World War II) — стратегічна повітряна кампанія військово-повітряних сил західних союзників та країн Осі, складова їхньої військової стратегії, що мала за мету підрив (знищення або виведення з ладу) економічного та воєнного потенціалу держав супротивника, намагання знищити його основні економічні джерела, елементи потенціалу цілісної економічної системи, що використовувалися у військових цілях, а також зламати волю громадськості ворожих країн продовжувати боротьбу.
Стратегічні бомбардування за часів Другої світової війни набули колосального розмаху і мали характер систематичних та масштабних ударів силами військової стратегічної авіації, під час яких застосовувалися звичайні боєприпаси, запалювальна та ядерна зброя. Удари з повітря завдавалися в основному по найважливіших елементах економіки ворога, теоретики застосування повітряної міці вважали за ефективніше та життєво важливим для ведення війни з противником знищення його індустріальних об'єктів та інфраструктури, ніж бомбардування важливих військових цілей.
З 1 вересня 1939 року, з початком світової війни, практично відразу німецьке Люфтваффе розпочало активно бомбардувати стратегічні військові об'єкти Польщі та водночас розв'язало масовану кампанію з бомбардування цивільних районів великих промислових центрів та міст країни, як то Варшави, Велюня, Фрамполя.
3 вересня 1939, союзники Польщі, Франція та Велика Британія оголосили війну Третьому Рейху і тієї ж ночі Королівські ВПС завдали удару по бойових кораблях Крігсмаріне, що базувалися на базах Північного моря.
З наростанням масштабів війни, стратегічні бомбардування набувають неабиякого розмаху. Що союзники, що їх супротивник, намагаються потужними ударами з повітря завдати максимального збитку військовим та індустріальним центрам ворога, руйнують ключові об'єкти, важливі вузли комунікацій та життєзабезпечення, одночасно зростають втрати серед мирного населення. Побічним ефектом цього стає психологічний ефект, який руйнує волю цивільного населення до спротиву. Як відповідь на Роттердамський бліц, 15 травня 1940 британська авіація здійснює перший стратегічний наліт на міста Німеччини. З вересня 1940, Люфтваффе розгортає на фоні битви за Британію, наймасштабнішу у світовій історії повітряну наступальну кампанію, намагаючись «вибити» британців з війни та придушити їх здатність протистояти. «Лондонський бліц» стає справжнім іспитом для населення країни в їх спроможності встояти перед атаками агресора.
З 1942 року інтенсивність нальотів британської бомбардувальної авіації втрачає певні обмеження і стає більш зосередженою на бомбардуванні промислових центрів Німеччини і відповідно на районах, де мешкає мирне населення. З 1943 року до масованих нальотів на німецькі міста приєднується американська важка авіація. Рейди союзної авіації мають багато контроверсійних наслідків, на палаючі моря перетворюються після бомбардувань Гамбург (1943), Дрезден (1945) та інші стародавні міста Німецького Рейху. Ефект цих нальотів залежить від їх тривалості та інтенсивності. Однак, як у Люфтваффе, так й у союзників нічого не вийшло із задумом підірвати мораль населення противника. Водночас, стратегічні бомбардування військових або військово-промислових цілей мають значну результативність і такі удари призводять до значного зниження темпів виробництва озброєння та військової техніки супротивника.
На Тихоокеанському театрі війни, із самого початку війни, японська авіація регулярно бомбардує китайські міста. Більш всього постраждало китайське місто Чунцін, атаки з повітря на яке здійснювалося протягом 5 років. З жовтня 1944 американська стратегічна авіація розпочала методичні бомбардування японських міст метрополії. Кульмінацією таких рейдів стало атомне бомбардування Хіросіми та Наґасакі в серпні 1945, що на думку багатьох дослідників Другої світової війни послугувало одним з ключових факторів капітуляції Японської імперії в цій війні.

## Стратегічні бомбардуванняПовітряними силами Армії США
Стратегічне бомбардування для знищення ворожих військових та інфраструктурних об’єктів і зниження бойового духу стало важливою частиною військової стратегії США під час Другої світової війни. Найпершим і найбільш розголошеним використанням стратегічного бомбардування був наліт у квітні 1942 року на Токіо та прилеглі райони Японії 16 середніми бомбардувальниками B-25B Mitchell, відомого як рейд Дуліттла. Незважаючи на спричинення обмеженої кількості руйнувань і втрат на материковій частині Японії, рейд підвищив моральний дух американського народу після раптового нападу на Перл-Гарбор. Рейд Дуліттла також продемонстрував обмеження стратегічного бомбардування на цьому ранньому етапі війни. Проблема полягала в тому, що літак не мав дальності, щоб повернутися до авіаносця, тому це була місія в один бік — більшість літаків здійснили аварійну посадку в Китаї — 77 із 80 членів екіпажів вижили після перших посадок. Армія зрозуміла, що для успіху стратегічного бомбардування необхідні дві речі: бомбардувальники більшої дальності та захоплення островів ближче до материкової Японії, щоб літаки могли здійснити політ туди й назад. Зрештою, наприкінці 1944 року армія почала ефективне стратегічне бомбардування Японії за допомогою своїх важких бомбардувальників B-29 Superfortress більшого радіусу дії, які діяли із захоплених Маріанських островів, а пізніше з Іводзіми в 1945 році. Вони доповнили B-17 Flying Fortress, який не мав дальності чи вантажопідйомності, необхідної для польотів на великі відстані понад 3000 миль ( понад 5500 км). 
Тим часом на європейському театрі воєнних дій відстань від Сполученого Королівства до території, яку утримував ворог, була набагато меншою, тому у 1942 році США виконували місії  бомбардувальниками B-17. Однак ці рейди  вартували значних втрат літаків та особового складу ВПС США, оскільки не було доступних винищувачів далекого радіусу дії для захисту бомбардувальників. Однак у 1943 році винищувач P-51 Mustang довів, що він мав дальність, необхідну для перельоту з Великої Британії до Німеччини та інших країн Осі. Він також використовувався на північноафриканському та тихоокеанському театрах бойових дій, де забезпечував супровід бомбардувальників. B-29 також виявилися настільки ефективними, що його продовжували  використовувати  для стратегічного бомбардування під час Корейської війни. 
На сьогодні стратегічні бомбардувальники залишаються важливим компонентом американської системи ядерної тріади, двома іншими є міжконтинентальні балістичні ракети наземного базування та балістичні ракети підводних човнів.